# Ivana Štenclová
Ivana Štenclová (* 27. listopadu 1980 Vítkov) je česká vizuální umělkyně.

## Život
Ivana Štenclová absolvovala střední uměleckoprůmyslovou školu v Opavě (1995–1999). Po maturitě studovala na Akademii výtvarných umění v Praze v ateliéru kresby u profesorky Jitky Svobodové (1999–2005). Za svoji diplomovou práci získala cenu Josefa Hlávky. Vystavovat začala ještě za dob studií. Pro její tvorbu jsou charakteristické neobvyklé, experimentální techniky a obsahové soustředění na mezilidské vztahy, které zobrazuje především formou portrétu a autoportrétu. Vedle autorské tvorby se Ivana Štenclová profiluje také jako kurátorka výstav (sympozium Smalt Art, Ostrava).

## Dílo

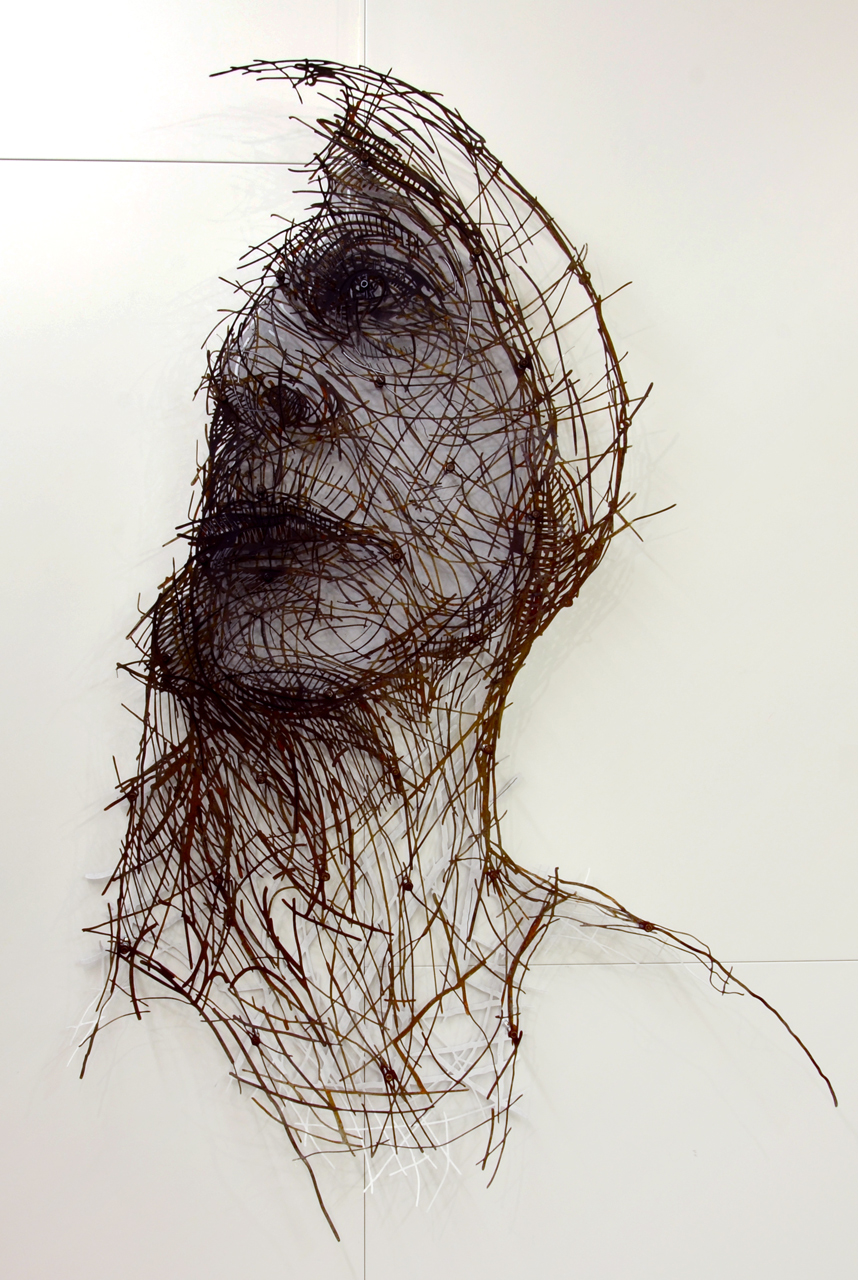
Ivana Štenclová, Baj voko, plech, akryl, 2015

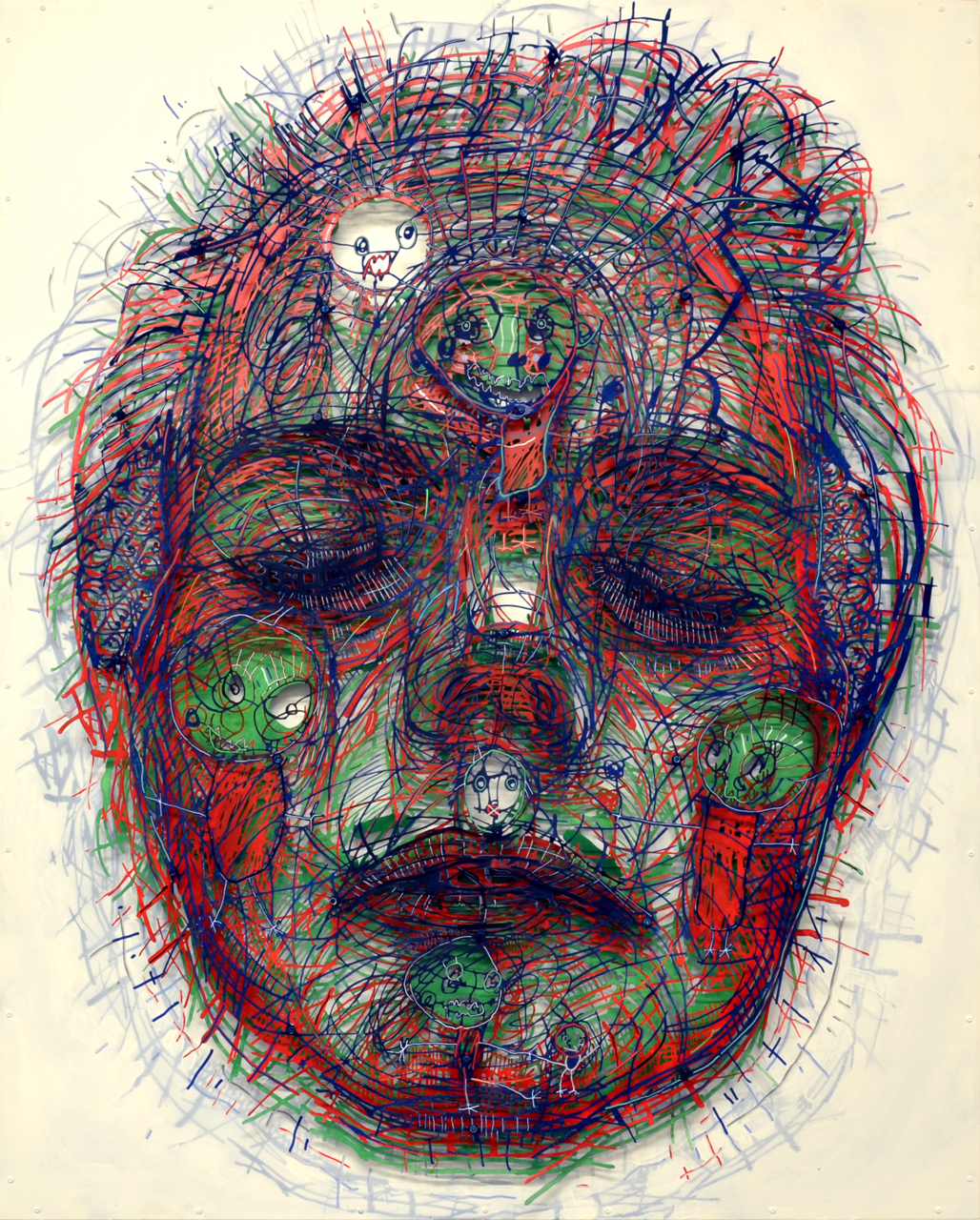
Ivana Štenclová, Koh-i-Noor, plech, akryl, 2015

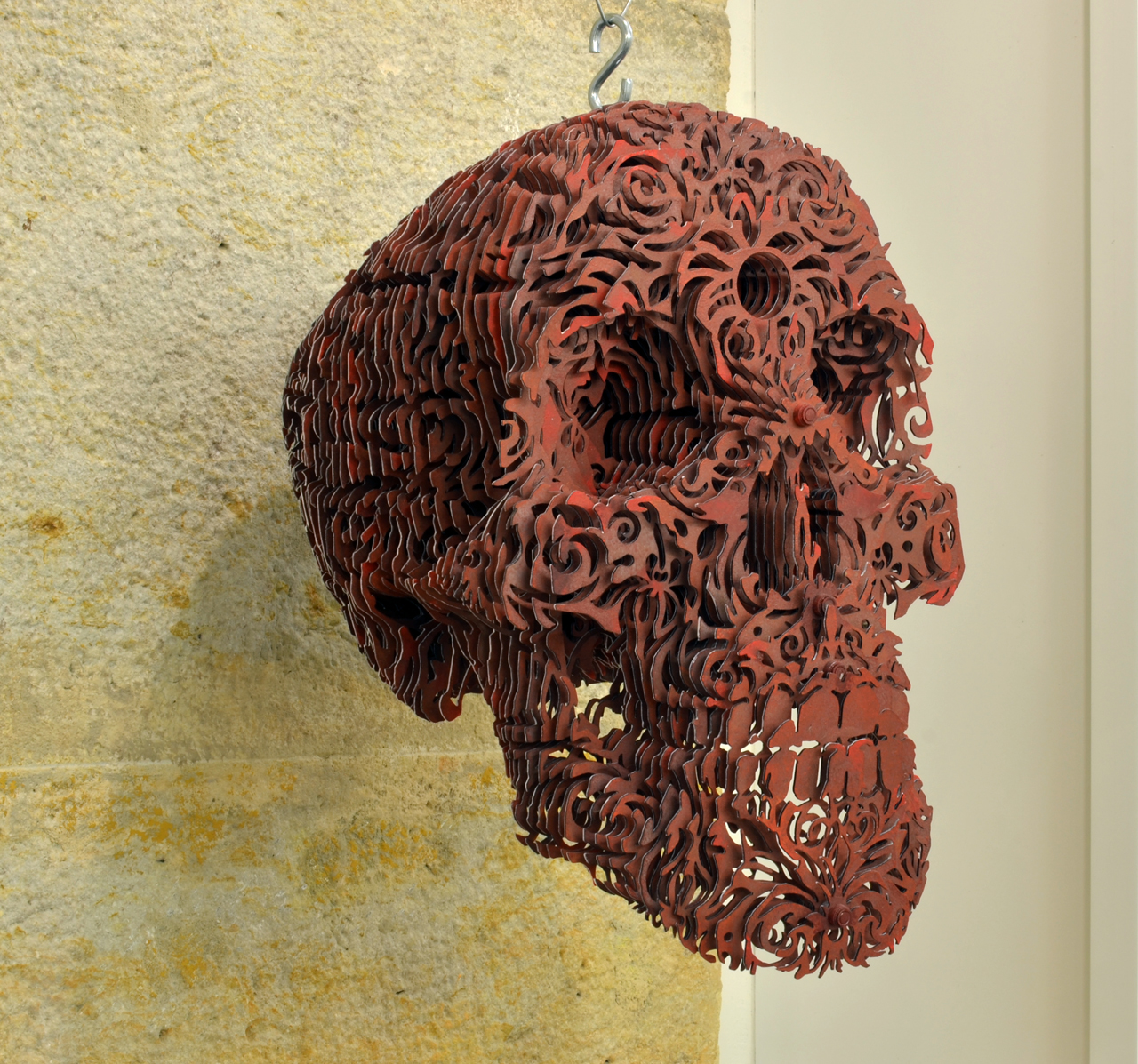
Ivana Štenclová, Red Skull (2), plech, akryl, 2015

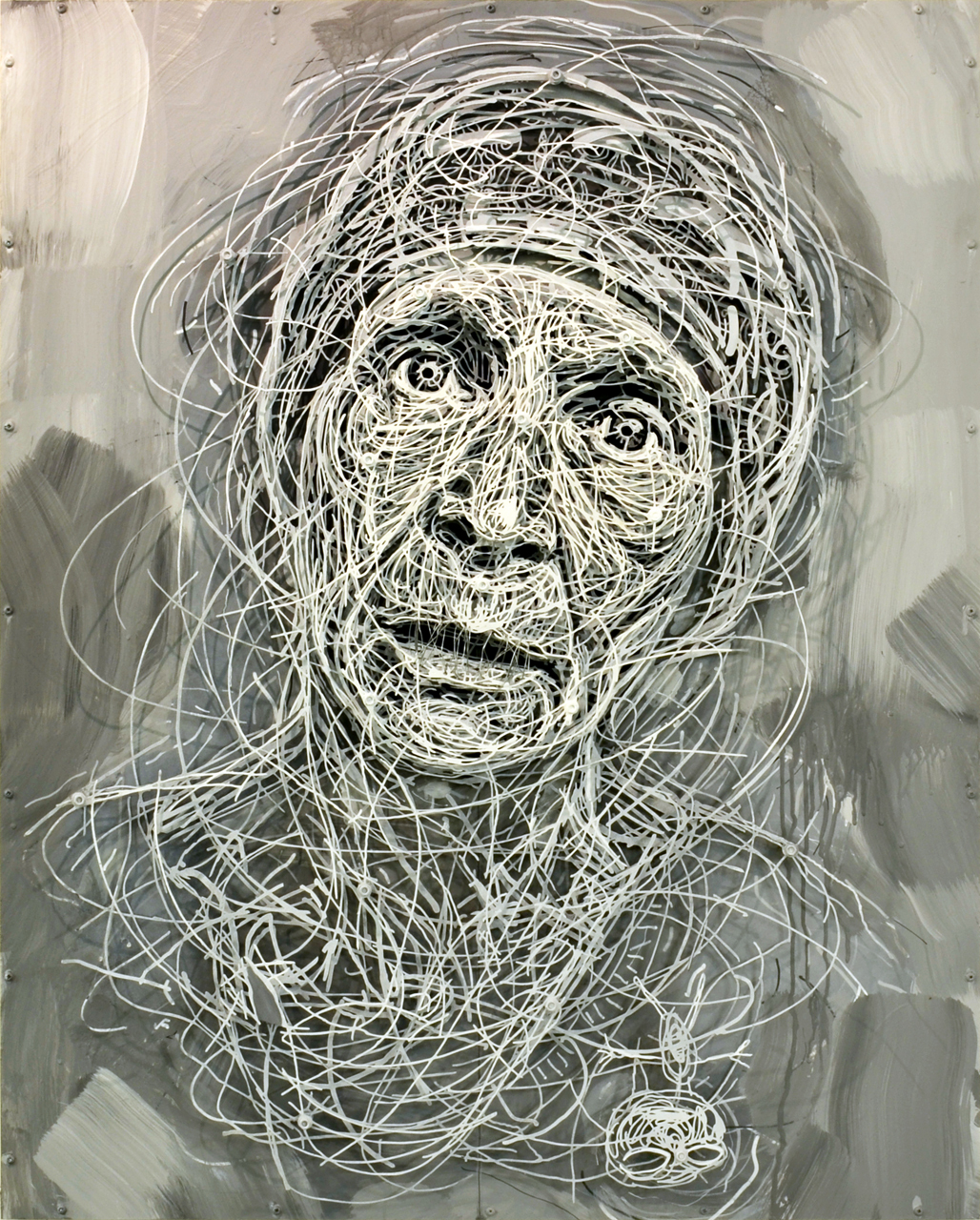
Ivana Štenclová, Učitelka, plech, drát, akryl, 2015

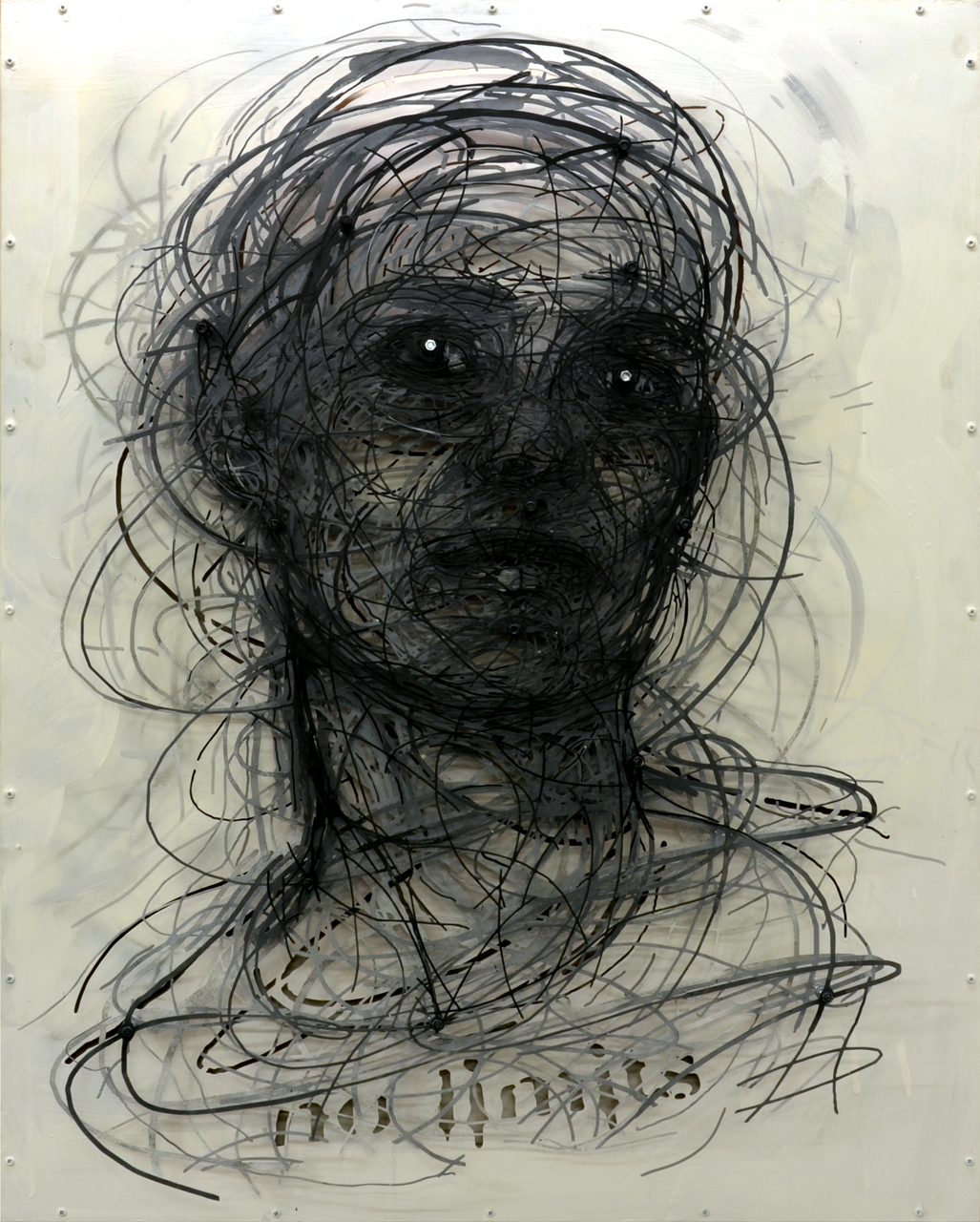
Ivana Štenclová, No Limits I, plech, akryl, 2015

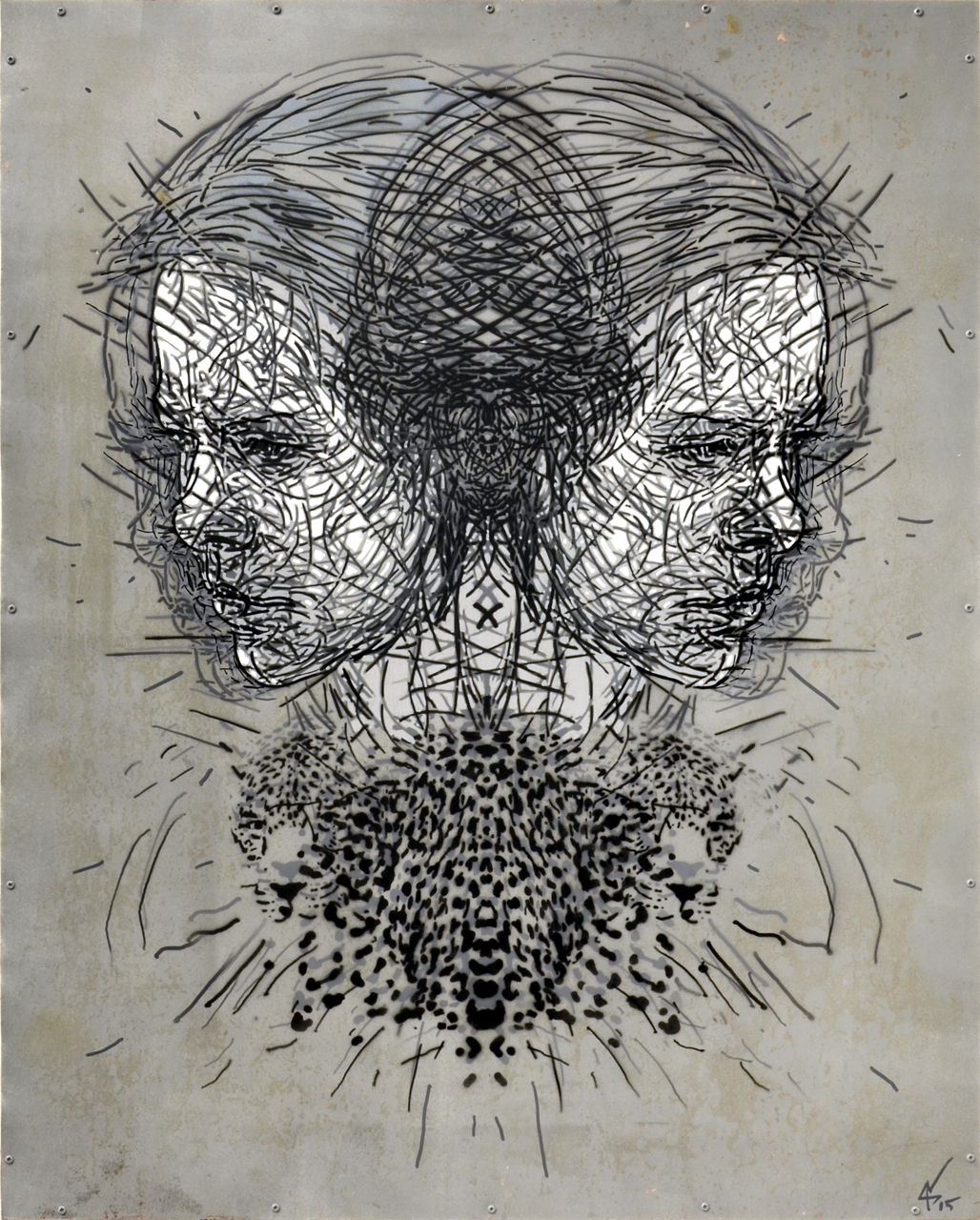
Ivana Štenclová, Jaguár, akryl na plechu, 2015

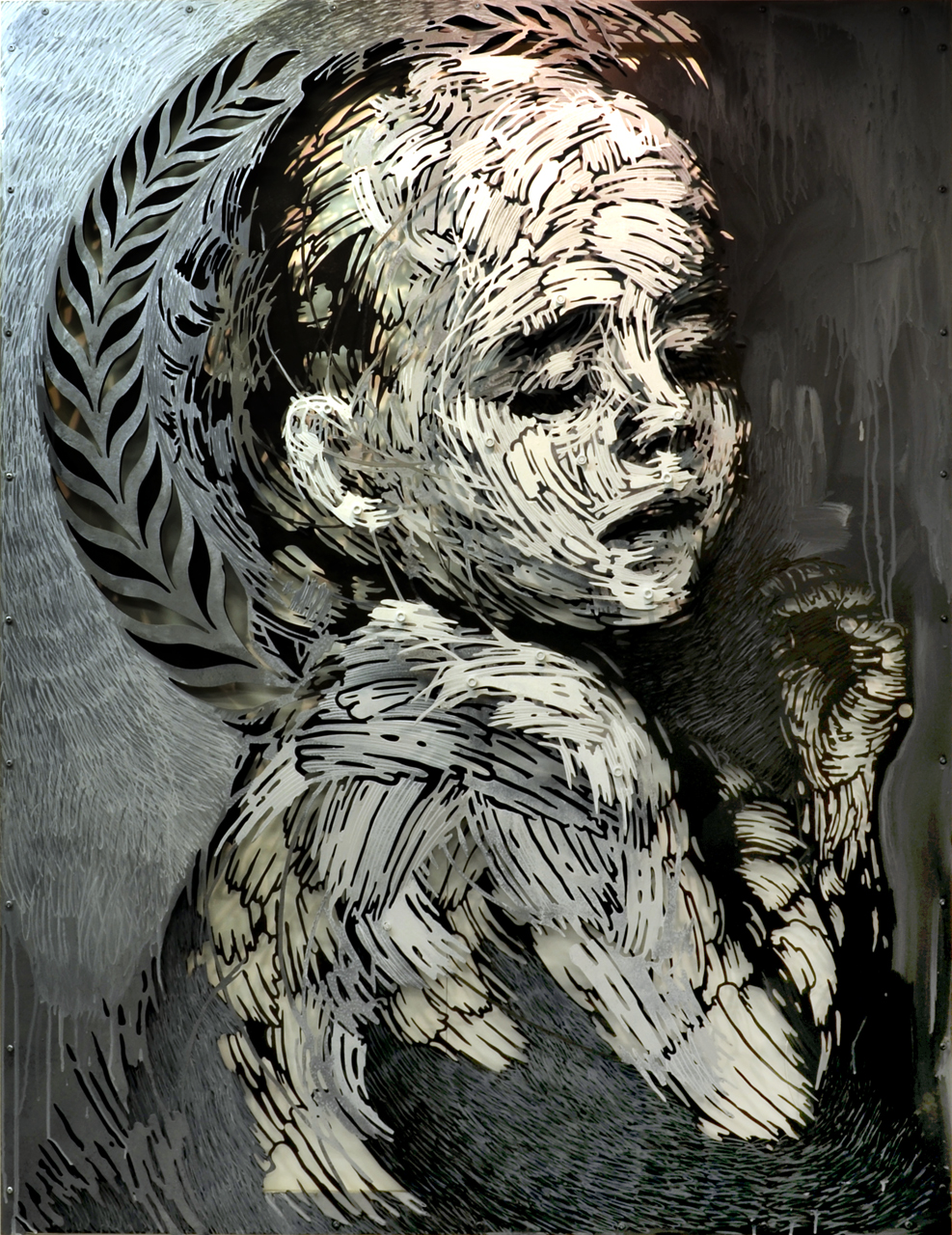
Ivana Štenclová, Na shledanou, plech, akryl, 2015

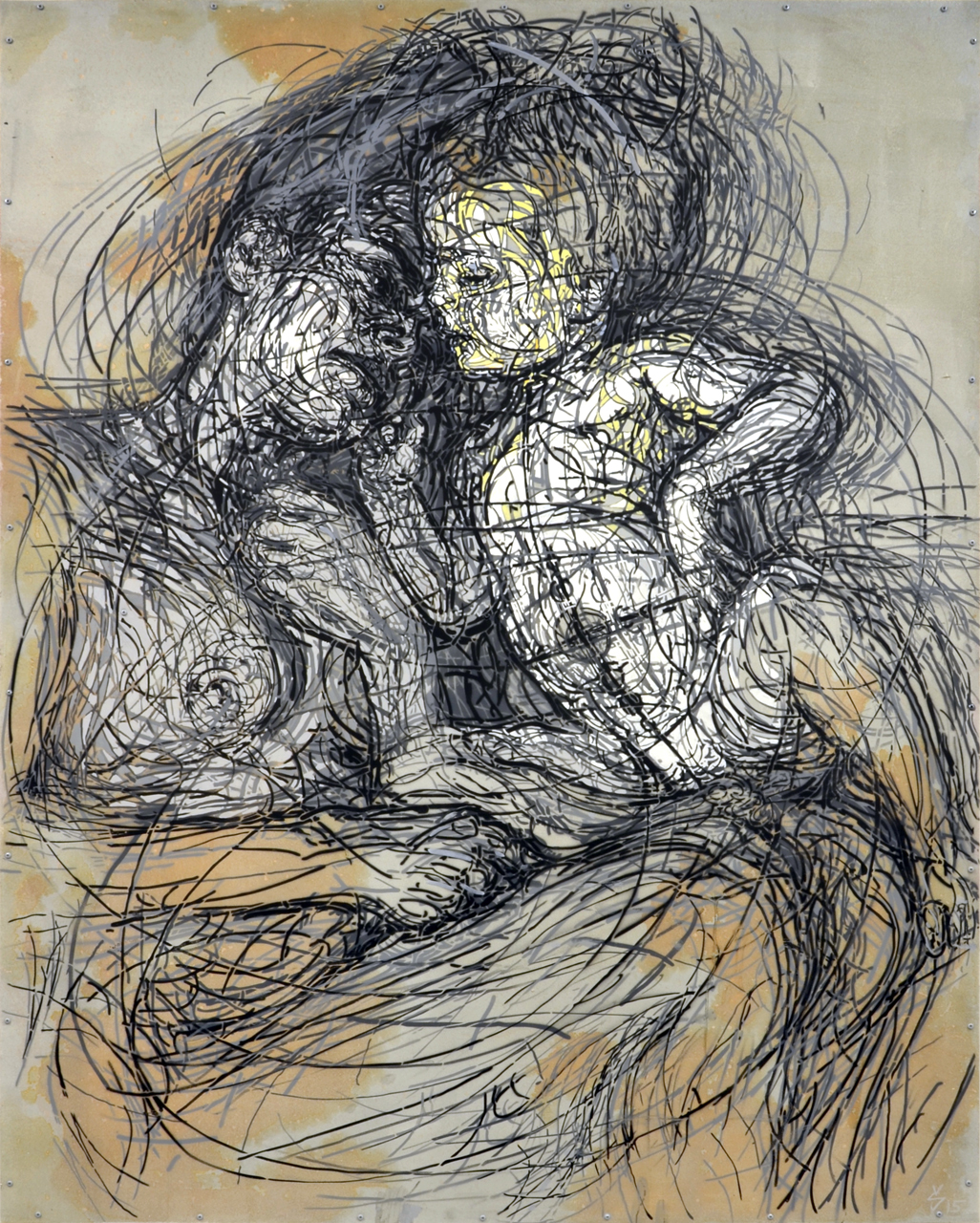
Ivana Štenclová, Intimita, akryl na plechu, 2015

Bází výtvarného projevu Ivany Štenclové je grafický princip. Přestože používá neobvyklé výtvarné techniky, kresba je základem jejích obrazů – vyjadřuje se v liniích, nikoliv v barevných plochách. Kreslí pastelkami, propiskou, tuší, fixem, tavnou pistolí, injekčními stříkačkami, používá dekorativní malířské válečky i ručně vyrobená tiskátka, své obrazy posouvá do trojrozměrné perspektivy pomocí barevných kabelů, mirelonu a asambláží z různorodých předmětů (např. z plastových panenek), a vytváří tak díla na pomezí obrazu, reliéfu a objektu. Jako podklad jí kromě plátna slouží sololitové desky, použitá prostěradla, rentgenové snímky, ale v poslední době také plechy, do kterých vypaluje laserem předem nanesenou kresbu. Pozadí perforovaného plechu se tak stává dalším, nepředvídatelným plánem obrazu a obohacuje jej o nové, netušené významy.

Technické a dekorativní efekty nejsou v pojetí Ivany Štenclové nikdy samoúčelné – vždy jsou ve službě významu obrazu. Ten je často mnohovrstevnatý. Systematicky se zabývá dekódováním vytěsněných traumat a obnažováním především rodinných vztahů. V jejím díle je všudypřítomná dualita života a smrti, nevinnosti a krutosti, krásy a monstróznosti. K vyjádření jí formálně nejlépe slouží figurální kompozice, portrét a autoportrét. Někdy se uchyluje k postmoderním citacím klasických děl z historie umění.

Mezníkem v tvorbě Ivany Štenclové se stalo její těhotenství a následné narození dcery Zoe (*2011). Mateřství a dítě se staly hlavní inspirací jejích posledních děl a zásadně ovlivnily také její techniku práce. Ve svých nejnovějších cyklech pracuje s použitými prostěradly, na která nanáší barevné, samovolně se rozpijející skvrny. Ty často ohraničuje liniemi, které vytvářejí síť symbolizující pletivo osudových předurčení, rodinných vztahů a sociálních predispozic, které zápasí se svobodnou vůlí rodící se osobnosti.

### Ocenění
- 2008 Cena diváků, Galerie kritiků
- 2005 Cena Josefa Hlávky
- 2003 Ateliérová cena
- 2002 Ateliérová cena

### Zastoupení ve sbírkách
- Národní galerie v Praze
- Galerie výtvarného umění v Ostravě
- Nadace Jana a Milan Jelínek, Švýcarsko
- Sbírka města Chelmek, Polsko
- Muzeum moderního umění A. Warhola, Medzilaborce
- Galerie Felixe Jeneweina, Kutná Hora
- Soukromé sbírky

### Autorské výstavy
- 2022 Casting, Galerie Ludvíka Kuby Poděbrady[1]
- 2020 Visage, Galerie Crears, Rožnov pod Radhoštěm
- 2020 Face Time, Galerie Peron, Praha[2]
- 2019 Tváření, Galerie Jáma 10, Ostrava
- 2018 Totemy (Štenclová,Forman), Galerie UFFO, Trutnov (s. P. Formanem)
- 2018 Kontakt 2, Galerie Caesar, Olomouc (s. P. Formanem)
- 2017 Procedura,
- 2017 Ab ovo, Výstavní síň Chrudim
- 2017 Kontakt, Industrial Gallery Ostrava (s Pavlem Formanem)
- 2015 Moment, Galerie Era, Praha
- 2013 Euphoria, Galerie Beseda, Ostrava (13. 3. – 26. 4. 2013)
- 2012 Intenzivně, Galerie UFFO, Trutnov

Ivana Štenclová, Galerie Crears, Rožnov pod Radhoštěm
Uvězněné obrazy, Galerie Peron, Praha
Zoe, Novoměstská radnice, Praha
- 2011 Suma sumárum, Galerie Stará radnice, Vsetín

Ála Diana, Galerie Orlovna, Kroměříž
- 2010 Á la Diana, Obecní dům, Opava

Ivana Dixit, České centrum, Stockholm
Zygota, Galerie Peron, Praha
- 2009 Ivana Dixit, Ostravské muzeum, Ostrava

Bok po boku, České muzeum stříbra, Kutná Hora
Ivana Dixit, Galerie Millennium, Praha
- 2008 CT mojí hlavy, Městské divadlo, Kolín

Vražda v domě, Galerie Beseda, Ostrava
- 2007 Drátěná košile, hotel Zlatá Praha, Praha

Něžný mirelon, Dům umění, Opava
Nahá, Galerie Peron, Praha
- 2006 Nahá, Museum moderního umění A. Warhola, Medzilaborce

Známí neznámí, GPS Art Gate, Praha
- 2005 Mé vědomí věčnosti, Nová síň-Malá galerie, Praha

Ivana Štenclová, AF CAFE(Artforum), Žilina
- 2004 Po dvaceti třech letech, Galerie Gaudeamus, Vítkov
- 2003 Toy, klub Metro, Telč
- 2002 David a Šárka, galerie U Mloka, Olomouc
- 1999 Studentská výstava, SUPŠ, Opava

### Kolektivní výstavy (výběr)
- 2019 Galerie KODL, Letní salon 2019 Archivováno 1. 11. 2019 na Wayback Machine., Praha
- 2011 Salon 1, Gottfrei, Opava

Theatre Mundi, Galerie kritiků, Praha
Theatre Mundi, Mältinranta, Tampere
Female hysteria, Galerie Peron, Praha
- 2010 Smalt art, Prokešovo náměstí, Ostrava

Smalt art, Nostický palác, Praha
"Female hysteria, Galerie Beseda, Ostrava
- 2009 Female hysteria, Galerie Diamant, Praha
- 2008 Něco z dovolené, Uni Credit Bank, Praha

International triennale of contemporary art, Veletržní palác, Národní galerie v Praze
Intercity Berlín – Praha, Berlín
- 2007 City jsou přežitek, České centrum, Praha

Intercity Praha – Berlín, Výstavní síň Mánes, Praha
Autoportrét, Galerie La Femme, Praha
- 2006 Spřízněni…, Veletržní palác, Národní galerie v Praze

Jenewein – 6. symposium současného výtvarného umění, Sankturinovský dům, Kutná Hora
- 2005 Mezinárodní projekt Art for Chelmek, galerie Epicentrum, Chelmek, Polsko

Umělecký salon, Městské museum, Polička
Podzimní salon III, galerie Gaudeamus, Vítkov
Diplomanti AVU, Veletržní palác, Národní galerie v Praze
Druhý pohled - Mezinárodní bienále současného umění, Veletržní palác, Národní galerie v Praze
Art kontakt, Galerie U Dobrého pastýře, Brno
Doma ale venku, Dům umění, Opava
- 2004 Podzimní salon II, galerie Gaudeamus, Vítkov

Ateliér kresby, Bruntál (zámek)
Prager Akademie der Bildenden Kunste, KunstHaus am Schϋberg, Ammersbek, Německo
Variace 04, studenti versus studenti-žáci versus žáci, divadlo Novanta, Mělník
- 2003 Podzimní salon I, galerie Gaudeamus, Vítkov

Bezručova Opava, Dům umění, Opava
Nejmladší, Veletržní palác, Národní galerie v Praze
- 2001 S láskou SASu, Kongresové centrum Praha
- 2000 "UMJENÍ", Dům umění, Opava

### Sympózia
- 2012 Smalt Art, Ostrava (kurátor)
- 2011 Smalt Art, Ostrava (kurátor)
- 2010 Smalt Art, Ostrava
- 2009 Symposium Jantarová cesta, Hradec nad Moravicí
- 2008 Symposium Albertovec, Opava
- 2006 Sympozium Felixe Jeneweina, Kutná Hora

### Katalogy
- 2006 Ivana Štenclová: Naked, text: Petr Vaňous, Peron productions
- 2007 Vražda v domě, text Jan Mach, Peron productions
- 2009 Ivana Štenclová: Ivana Dixit, text: J. Kábrtová, D. Majer, Ostravské muzeum
- 2009 Ivana Štenclová: Ivana Dixit, Galerie Millenium, Praha
- 2010 Female hysteria, texty: Rea Michalová, Laďka Horňáková a Petr Vaňous,
- Galerie Beseda, Ostrava
- 2012 Ivana Štenclová: Zoe, text: Terezie Zemánková, vlastním nákladem

### Encyklopedie
- 2006 Slovník českých a slovenských výtvarných umělců 1950 - 2006, (ed. Kubát V, Pavliňák P), Výtvarné centrum Chagall, Ostrava, ISBN 80-86171-27-2
- 2009 Umění přelomu tisíciletí ze sbírek Národní galerie v Praze 1990–2009 / Art from the Turn of the Millennium in the National Gallery in Prague Collections 1990–2009, (ed. Knížák M, Vlček T), Národní galerie v Praze, ISBN 978-80-7035-438-4